# Историја Пољске
Пољска племена су у раном средњем веку живела између река Висле и Одре. Та племена ујединио је кнез Мјешко I у 10. веку. Он је био први познати владар из династије Пјастова. За његова владања Пољаци су примили хришћанство, а пољска држава признала власт Светог римског царства. Мјешко је основао и прву пољску бискупију у Познању.
За владања Болеслава Храброг (992—1027) Пољска се проширила на област Лужице, Чешке, Моравске и Словачке. Болеслав II (1058—1079) је изузео Пољску испод власти Светог римског царства и прогласио се краљем чиме је Пољска постала слободна краљевина.
Од времена владања Болеслава III (1102—1138) Пољаци су почели да воде дуготрајне ратове против припадника Немачког витешког реда (тевтонаца) који у 12. веку отимају Пољској подручја Помераније од ушћа Висле до Гдањска. Тим је освајањима Пољској запречен пут до Балтичког мора. Након његове смрти Пољска је у сталним сукобима с Бранденбургом и тевтонцима, а у тим је сукобима изгубила западно Поморје, Великопољску, Гдањско приморје и југ државе.
Од 12. до почетка 15. века Пољска нагло слаби, осамостаљују се поједине кнежевине, а Немци се шире на пољска подручја. Њиховим доласком ничу градови и села и потиче се привредни развитак. Године 1241. у Пољску су провалили Татари који су похарали јужне предјеле Пољске које су пољски владари насељавали Немцима. Тих година високи сталежи преузимају немачки језик и обичаје, а како су се Немци населили и уз погранична подручја Пољске, полако Пољска долази под немачки утицај. Године 1300. пољско племство изабире чешког краља Вацлава II за краља Пољске како би се успешније одупрли немачком продору, али то није успело. Након његове смрти 1305. године распала се персонална уније између Пољске и Чешке.
Процес за уједињавање пољских земаља започео је у 14. веку краљ Владислав I Пјаст (1306—1333) који је Пољској поново припојио Краков и Велику Пољску. Јачање Пољске наставља Казимир III (1333—1370.) који потиче развитак пољских градова поспешивањем развитка трговине и заната. Он кодификује пољско право (пољ. Statut Wislicki), потиче колонизацију ненасељених пољских подручја, те проводи финансијске и управне реформе. Основао је и Јагелонски универзитет и утемељио Краљевски врховни суд у Кракову. Он је био последњи пољски владар из династије Пјастовића, а након његове смрти на пољски престо долази краљ Лајош I Анжујски из династије Анжујаца који је био нећак Казимира III Након његове смрти на власт долази његова кћи Јадвига која се удала за литванског кнеза Владислава Јагела који је владао Пољском као Владислав II (1386—1434) Избором за пољског краља, он је примио хришћанство и успоставио пољско-литванску унију. Након успоставе те уније, Пољска је уз помоћ Литваније успела да спречи продор Немаца. Године 1410. у бици крај Гринвалда и Тонберга тешко су поразили Тевтонце. Након смрти Владислава II, на власт долази Владислав III (1434—1444.) Познат је и под називом Владислав Варненчик јер је 1444. погинуо у бици крај Варне.
Њега је наследио Казимир IV (1447—1492) из династије Јагелона који је ограничио своју власт успоставом Државног сабора (сејм) и који је приморао племство на плаћање пореза. Створио је јаку пољску државу освајањем Западне Пруске, Молдавске и источног Поморја.
У 16. веку Пољска улази у раздобље унутрашњих сталешких борби, па је краљ био приморан да донесе Родомску конституцију према којој се закони могу да донесу само уз пристанак малог и средњег племства (шљахте). Године 1569. закључен је Лублински споразум према којем шљахта бира краља, а Пољска и Литванија чине реалну унију.
Након смрти Стефана Баторија (1575—1586), Пољска је поново ојачала доласком на власт Жигмунда III (1587—1632) из шведске династије Васа, али јој је моћ ослабила за владавине Јана II Казимира који је ратовао против Русије и Шведске. Пољска у другој половини 17. века ратује и са Турцима и у тим ратовима губи Подолију и велика подручја на десној обали Дњепра. Та су јој подручја враћена Карловачким миром, јер је Пољска помогла у одбрани Беча од турских напада.
Победе Пољске над Турцима нису ојачале краљеву власт, а самовоља шљахте постала је све израженија. Године 1652. изгласан је закон Либерум вето којим је озакоњена феудална анархија у Пољској. Тим је законом сваки члан једнодомне скупштине у Пољској (сејм) могао да спречи доношење било каквог закона. У ратовима против Шведске и Русије у другој половини 17. века, Пољска губи велики део својих територија. Године 1697. Саксонски кнезови постају краљеви Пољске, чиме Пољска губи независност. Поткрај 18. века Пољска је подељена између Русије, Аустрије и Пруске и престаје да постоји као држава. Након 1815. негдашње пољске земље долазе под руску власт као Конгресна Пољска и од 1863. године Пољска је руска провинција и предмет интензивне русификације.
Пољска је опет успостављена као независна држава након Првог светског рата. Године 1939, подељена је надвоје између Немачке и Совјетског Савеза. Након Другог светског рата, Пољска је добила нова подручја на западу, али је изгубила двоструко већа подручја на истоку.
Земља је била дио комунистичког Источног блока под контролом Совјетског Савеза до 1980-их година, када је кренуо покрет „Солидарност“, који је победио на парламентарним изборима 1989. године, те је уведена демократија.
Пољска је 1999. године ушла у НАТО савез, а 1. маја 2004. придружила се Европској унији.

## Пољска у средњем веку
Пољска као држава настаје под династијом Пјаст која је њоме управљала између 10. и 14. века. Први познати пољски владар био је Мјешко I Пјаст који је почео да влада пре 963. године. Владао је до своје смрти 922. године. Пољска прима хришћанство са запада током Мјешкове владавине, вероватно 966. године. Ова година узима се често и као симболичан почетак пољске државности.
Након смрти краља Болеслава Храброг (1025), Мјешковог сина, Пољска се распада између наследника. Десет година након Болеславове смрт долази до општег устанка кметова и робова. Немачки цар Хенрих III помогао је Казимиру да угуши устанак. Након смрти Казимировог праунука, Болеслава Кривоустог (1138) Пољска се цепа на удеоне кнежевине. Овај период назива се период можновладства. Почетком 13. века мазовски кнез Конрад позвао је Тевтонце у помоћ за рат против Пруса. Тевтонци заузимају Пруску и угрожавају саму Пољску. Татари 1241. године нападају Пољску и пљачкају Краков, Вроцлав и друге градове. Уједињење Пољске започето је владавином Владислава I Локјетека, почетком 14. века. До 1320. године он је ујединио већи део пољских територија и од папе добио краљевску титулу. Водио је рат и против Тевтонске државе која му је затварала излаз на Балтичко море. Наследио га је краљ Казимир III (1333—1370). Казимир је 1364. године отворио универзитет у Кракову. Присајединио је Пољској Галицију и део Волиније. Његова смрт означија је крај династије Пјастовића. Нови краљ постао је Лајош Анжујски. Кошичком привилегијом из 1374. године ослободио је панове и шљахту свих државних обавеза сем војне у самој земљи. Лајошева кћи и наследница, Јадвига, удала се 1386. године за литванског кнеза Јагела. Пољска и Литванија остале су уједињене у једну државу. Пољска у унији са Литванијом јача. Године 1410. Пољско-литванска унија наноси велики пораз Тевтонском реду код Гринвалда. Ред је приморан на значајне уступке.

## Пољска у 15. и 16. веку
Пољска се простирала од Одре на западу до Дњепра на истоку и од Балтика до близу Црног мора. Средином 16. века ту живи око шест милиона људи. У пољској нема већих градова, а средиште трговине је у Данцигу. Други већи град је Краков, са значајним универзитетом. Највећи део становништва бави се производњом житарица и сточарством. У источни део земље стално упадају Козаци. Пољску је угрожавала нова руска држава. Иван III (1482—1505) заузима Новгород и пљачка литванске поседе у Украјини. Штитећи кримске Татаре, Турци упадају у Литванију. Пољску притиска и Свето римско царство. На северу војвода Албрехт Хоенцолерн прихвата власт пољских краљева, најављује 1525. прелазак у лутеранство и распушта Тевтонски ред. Постаје кнез источне Пруске. За разлику од Западне Европе, власт се у Пољској налази у рукама земљопоседничке аристократије и средњег и ситног племства – шљахте (8% становништва). Постоји скупштина државних сталежа – сејм. Шљахта учествује у избору владара. Пољска се некада назива и „краљевска република“ јер краља бира племство, а његова власт је слаба. Унијом из 1385. године долази до уједињења Пољске и Литваније. Породица Јагелонаца долази на престо и влада до 1572. године када изумире. Пољаци у наредном периоду постављају за краљеве странце. Краљеви не располажу финансијама, војском, земљом и администрацијом као у другим државама. Већина становништва је католичка, а на југу и истоку су и православци. Уједињење католика и православаца постигнуто је 1596. године када православна црква прихвата власт и учење Ватикана, а задржава православно богослужење. Протестанти чине мањину. Лутеранство продире у Пољску преко Риге. Покушај Сигисмунда II Августа (1548—1572) да се обрачуна са протестантима не успева. Сејм се налази у рукама протестантеске шљахте те настоји да измени закон херезе 1552. године што доводи до немира. Смирује их краљ који, заједно са сејмом, прихвата верску слободу протестантизма. Реформација се постепено учвршћује и у Пољској. Долазак језуита 1566. године доводи до преокрета. Крајем века у Пољској је дванаест језуитских школа. Средином 17. века католицизам враћа свој утицај. Сигисмунд се суочава са руском агресијом на Нарву 1558. године. То је главна пољска лука за трговину са западном Европом. Пољска настоји да избегне сукоб са Иваном Грозним. Велики мајстор темпларског реда прихвата 1561. године унију Ливоније и Литваније. Сигисмунд приморава племство да прихвати и Лублинску унију 1569. године (Пољска и Литванија). Умро је 1572. године што отвара питање наслеђа. Јавља се више кандидата, а сукоби племства доводе до избора странаца. Војвода Анри Анжујски је 1573. године изабран за краља. Он већ 1574. године, након што је сазнао за смрт Шарла IX, побегао из Варшаве и постао је француски краљ Анри III. Крајем 1575. године сејм бира Стефана Баторија за краља. Он се обавезује да ће поштовати лублински споразум. Батори је искусан војник и снажна личност. Окреће се против Ивана Грозног који је 1575. године заузео северну Ливонију. Русија је поражена и наметнути су јој понижавајући услови мира. Иванова смрт 1584. године ослобађа Пољску притиска са истока те се Батори окреће против Турске. Међутим, умире 1586. године. Пољска је под његовом владавином достигла свој врхунац. За краља је 1587. године изабран шведски краљ Сигисмунд Ваза (1587—1632).

## Пољска у 17. веку
У Пољској постоји неколико већих градова (Варшава, Краков, Лавов), али буржоазија не располаже политичком влашћу која је у рукама племства. Пољска је уставна монархија. Власт је у рукама краља и Сејма (сабора) у коме доминира крупно и ситно племство (шљахта). Сељаштво, најбројнији део становништва, не располаже никаквом влашћу. Сејм се састаје сваке друге године. Одлучује о рату, миру, има право да се супротставља краљу. Пољска се после смрти последњег Јагелонца (1572) претворила у уставну монархију. Поред Сејма, велики значај имају локалне скупштине. Војводства самостално убирају порезе после 1613. године. Крупно племство стиче власт над ситним. Пољски владари, Сигисмун III и Владислав IV (1632—1648) не успевају да спроведу значајне реформе због отпора племства. Снага племства разликује Пољску од западних апсолутистичких монархија. Пољопривреда је основни чинилац привреде. Пољска извози житарице. Занати и мануфактура се не развијају. Пољски извоз превазилази увоз, због чега племство и јесте толико снажно. Пољска је католичка земља. Главну заслугу за то имају језуити којима Сигисмунд (познат као пољски Филип II) пружа пуну подршку. Пољска је бастион католицизма у источној Европи. Крајем 16. века, међутим, јача унијатски покрет који има велики број верника у Украјини и Белорусији. Сејм 1609. године прихвата право постојања православља. Сигисмун III (1587—1632) користи прилике у Русији да истакне своју кандидатуру на руски престо. Пољска армија улази у Москву 1610. године након победе код Клушина. Освајање Смоленска (1611) доводи до отпора против Пољака који следеће године напуштају Москву. Михаил Романов је следеће године изабран за руског цара. Владислав се одриче претензија на руски престо. Неколико деценија касније водиће се још један руско-пољски рат.
Козачки упади у Турску доводе је у сукоб са Пољском (1620). Турци су 1621. године поражени од Пољака и козака код Хоћима. Козаци, међутим, дижу устанке и против Пољака. Они су гушени у два наврата (1638, 1648). После устанка Богдана Хмељницког (1648) пољска власт над козацима престаје. Они потпадају под руски суверенитет.
Пољска у рату са Шведском води дефанзивну политку. Швеђани 1626. године освајају Ливонију са Ригом због Жигмундових претензија на шведски престо. Густав Адолф после заузећа Ливоније преко Пруске упада у долину Висле и наноси Пољацима пораз код Горзна. Миром у Алтмарку (1629) Пољска признаје Шведској Ливонију и луке у западној Пруској, сем Данцига и читаву обалу и источној Пруској сем Кенигсберга.
У Пољској је током 17. века дошло до низа устанака. Пољска све време покушава да козаке у Украјини стави под своју власт, што изазива сукобе козака и Пољака. Сукоб 1620. године, после формирања епископије у Кијеву, добија и верско обележје. Православци се сукобљавају са католицима и унијатима. До 1648. године Пољска гуши све побуне козака. Те године избија устанак Богдана Хмељницког који ствара модерну војску од козака и односи победу 1649. године. Пољска прихвата његове услове. Пољска војска повлачи се из Украјине, укида се црквена унија, протерују се језуити и Јевреји. Земски сабор 1653. године узима козаке под заштиту руског цара. Козаци сами бирају своје хетмане. Хмељницки влада Украјином као краљ. Његов наследник (од 1657), Иван Виговски, безуспешно је покушао да козаке врати под власт Пољака.
После абдикације Јана Казимира (1648—1668), начело изборности у Пољској долази у питање. Европске државе залажу се за изборног кнеза Палатината, Филипа Вилхелма, као краља, али шљахта на престо доводи Михајла Вишњовјецког (1669—1674). Њега је наследио Јан Собјески (1674—1696), способан и снажан владар. Прихвата се начело једногласности (либерум вето) у доношењу одлука у Сејму. Јан Казимир и Јан Собјески не успевају да спроведу потребне реформе. Устанак Богдана Хмељницког (1654) омогућава упад руске војске у Пољску. Следеће године шведски краљ Карло заузима Варшаву. Мир је закључен у Оливи. Он доводи до избијања рата са Русијом (непријатељем Шведске) који је завршен миром у Андрусову 1667. године. Пољска је овим уговорима изгубила петину територије. Турци намећу мир Собјеском 1672. године приморавајући га на данак и уступање Подолије. Наредне године Собјески односи победу код Хоћима. Од тада Собјески води агресивну антитурску политику. Закључује савез са Аустријом и наноси Турцима пораз код Беча 1683. године. Миром у Карловцима (1699), Пољска добија Подолију и Украјину западно од Дњепра.

## Пољска у 18. веку

### Учешће у Северном рату
Шведска је у 17. веку водећа балтичка сила. Већ почетком следећег века она не успева да одржи тај положај. Француска и Турска подржавају Шведску како би спречиле претензије осталих балтичких држава. Међутим, шведски краљ Карло XII (1697—1718) суочио се са коалицијом Русије, Данске и Пољске. Карло је био војник и себе је сматрао наследником Густава Адолфа. Дански краљ Фредерик имао је претензије на Холштајн-Готорп, пољски краљ Август Саксонски на Литванију, а Петар Велики је желео излаз на Балтичко море.
У Северни рат (1700—1721) су прво кренуле данске и саксонске трупе, јер је Петар био заузет ратом са Турском. Њихов напад завршен је неуспешно јер је Вилијам III Орански послао енглеско-низоземску флоту у помоћ Швеђанима. Трупе Карла XII продиру до Копенхагена, те Данска излази из рата. Карло одбија преговоре са Русијом, пребацује трупе преко Двине и упућује их ка Нарви, где су Руси 1700. године доживели тежак пораз. Карло се окреће Пољацима, прелази Двину и наноси им више пораза, али без одлучујуће победе. Августове понуде за мир остају без одговора. Карло жели да га уклони са пољског престола, али не успева до 1704. године, када је успео да присили Сејм да на Августово место доведе Станислава Љешчинског. Уговором у Алтранштату из 1707. године Август се одриче права на пољски престо, а Станислав Љешчински постаје законити пољски краљ.
Хегемонија Шведске уништена је битком код Полтаве 1709. године. Велики број Швеђана гине у бици, а мали број, заједно са краљем, бежи у Турску. Русија је постала сталан члан европске политике, а Шведска нестаје као велика сила. Руске трупе заузимају балтичке области, Ригу и Финску. Дански и пољски краљ поново улазе у рат, а Сејм враћа Августа на престо. Уз интервенцију западних сила, миром у Хагу (1710), шведски поседи у Немачкој остају неутрални. То је резултат жеље сила да спрече деобу Шведске. Карло одбија тај предлог боравећи као султанов гост у Цариграду. Успева да наговори султана да Русији објави рат. Руска војска бива опкољена на Пруту и Петар је присиљен на капитулацију и одрицање од територија освојених на Црном и Азовском мору. Карло се враћа у Шведску, али гине децембра 1718. године. Краљица постаје његова сестра Улрика Елеонора. Мировни споразуми потписани су у Стокхолму 1719. и у Фредериксбургу 1720. године. Август потврђује своје право на престо.

### Рат за пољско наслеђе
Саксонски период пољске историје (1697—1763) период је опадања Пољске као европске силе. Пољска је пример феудалне децентрализације и двојне монархије (Пољска краљевина и Велика Кнежевина Литванија). Сву власт има Сејм, а краљ има церемонијалну улогу. Либерум вето омогућава свакоме да спречи доношење закона. Свако војводство може одбацити одлуку Сејма и краља. После 1696. године бирају се два краља: Франсоа Луј де Конти (француски кандидат) и Август Јаки (изборник Саксоније). Август машта да постане Луј XIV источне Европе и заведе апсолутистички режим. Северни рат убрзава распадање Пољске. Њене градове пљачкају обе стране. Карло XII на власт доводи Станислава Љешчинског збацујући Августа. Август се враћа на власт уз помоћ Петра Великог. Међутим, Руси немају намеру да напусте Курландију, те се Август приближава Аустрији у намери да истера Русе из земље. Руси, у намери да одрже анархију у Пољској, склапају савез са Пруском. Август је немоћан да их истера. Тако избија Рат за пољско наслеђе (1733—1735) који се води далеко од саме Пољске, у Италији и горњој Рајни. Француски амбасадор троши велики новац да издејствује да Сејм на престо постави Станислава Љешчинског чија је ћерка Марија требало да постане супруга Луја XV. Он је владао Пољском од 1704. до 1709. године као шведски кандидат. Сејм га бира за краља 1733. године. Руси и Аустријанци подржавају Августа III за краља. Пред руском армијом, Љешчински се повлачи у Данциг, а на престо је постављен Август III Саксонски (1733—1763). Француска објављује рат Аустрији у савезу са Сардинијом и Шпанијом. Аустријанци трпе поразе у Италији и Рајни. Ипак, Љешчински је приморан да се одрекне престола и постане војвода Лорене. Она је после његове смрти припала француској краљици Марији. Француска прихвата Прагматичну санкцију.

### Деобе Пољске
Августа је на престолу наследио Станислав Поњатовски кога је Сејм изабрао под притиском руских трупа. Катарина жели очување Пољске, док је Фридрих за деобу. Делегација Сејма потписује споразум са Катарином чиме је ставила Пољску под заштиту Русије. Против руског мешања у унутрашња питања Пољске ствара се коалиција. Француска дипломатија навела је Турску да објави Русији рат 1768. године. Он се води на територији Пољске која трпи велика разарања. Деоба Пољске постаје једино могуће решење. Катарина прихвата Фридрихов предлог. Две силе позивају Аустрију да им се придружи. Фридрих је настојао да је избаци из деобе нудећи Катарини веће територије. Кауниц и Јосиф прихватају предлог, док се Терезија опире. Коначни споразум постигнут је 1772. године након гушења отпора у Пољској. Сејм прихвата одлуку сила под притиском оружја 1773. године. Првом деобом Пољска губи трећину територије и половину становништва. Пруска добија најмањи, али стратешки најзначајнији део: долину Висле и путеве трговине житарицама. Русија добија Белорусију и области до Двине и Дњепра. Аустрија добија Галицију, северне Карпате и коридор кроз Шлезију са 2,7 милиона становника. Ипак, Пољска је успела да се одржи. Ширење масонерије слаби верски жар. Језуитски ред укида се 1773. године. Државни приходи се удвостручују у кратком року. Устав из 1791. године врхунац је моћи Станислава Поњатовског. У последњој деценији 18. века долази до још две поделе Пољске. Трећа је уследила након неуспешног Кошћушковог устанка.

## Пољска у 19. веку

### Новембарски устанак
На Бечком конгресу је извршена нова подела Пољске чији је највећи део, заједно са Варшавом, припао Русији, а мањи делови Аустрији и Пруској. На руским деловима формирана је краљевина на челу са Константином, млађим братом цара Александра I. Пољска је добила релативно либералан устав и широку унутрашњу аутономију. Имала је свој парламент (Сејм) са два дома: представничком скупштином и Сенатом. Руска влада убрзо почиње да крши права Пољака гарантована уставом. Најпре се престао одржавати Сејм (1820—1825), а када се коначно састао, цар је затражио да се опозиционари избаце из њега. У Пољској расте либерална и тајна револуционарна опозиција. Револуционарну опозицију предводе Кошћушко и Домбровски који се сматрају наследницима јакобинаца. Они траже нове реформе, пре свега аграрне. Јулски догађаји у Француској подстакли су избијање устанка у Варшави 29. новембра 1830. године. Устаници су брзо овладали градом и формирали привремену владу на челу са грофом Адамом Чарторијским. На чело владе дошли су племићи који су одбијали поделу земље те је дошло до разлаза са сељацима. Цео терет је пао на пољску војску која је бројчано била много слабија од руске. Руски генерал Паскјевич предводи офанзиву царске војске која је септембра ушла у Варшаву. На хиљаде емиграната бежи на запад, пре свега у САД. Један од познатијих емиграната био је и Фредерих Шопен. Репресалије су биле сурове. Укинут је устав, аутономија је готово потпуно укинута. Између 1863. и 1865. године Пољаци су још једном неуспешно покушали да се ослободе руске власти током Јануарског устанка.

## Пољска у 20. веку

### Пољско-совјетски рат
Мировним уговором са Немачком, Русија је признала постојање Пољске. Уговор је био понижавајући и веома неповољан по Русију. Комунисти имају проблем контрареволуције, а у Русији се налази 200.000 окупационих војника. Многи Енглези и Французи ратују на страни Пољске. Једини савезник Руса је Турска која се 1918. године налази у расулу. Појављују се националисти на челу са Ататурком. Грци претендују на Анадолију у намери да обнове Византију. Уговором у Јуријеву (1920) Руси признали постојање финске државе. Мировним уговорима у Москви и Риги (1920) Руси признали постојање Литваније, Летоније и Естоније.
Пољско питање постављено је на Париској мировној конференцији. Постојао је велики проблем око територије – западне границе биле су пуне Немаца, а Французи желе да створе широку Пољску као пандан Русији и Немачкој. Пољску 1918. године штити Немачка. У њој постоје два блока: генерал Јозеф Клеменс Пилсудски (жели да се шири на рачун Русије) и Пољски национални комитет (који окупља бројне политичке групације и заузима позицију центра). Комитет је за сарадњу са Француском, Британијом и САД. Пилсудски стоји уз Немачку до краја рата. Потом се измирио са политичким противницима и прогласио независну Пољску републику (22. новембар 1918). Јануара/фебруара 1920. године Пилсудски води борбе против Немачке са циљем да Пољаци продру што дубље у немачку територију. Велике силе прете из Версаја. Њима су главни противници након рата бољшевици, па им немачко-пољски рат не одговара. Због тога се Пилсудски окреће Русима. Од сила из Версаја добија гаранција за територије освојене у рату са Русима. Пољаци се боре за Белорусију и Источну Галицију, а борбе се воде у Белорусији и Украјини. Руси су раштркани на више фронтова што Пољацима омогућава успехе.
Пролећна офанзива покренута је 1919. године. Пољаци стижу до Минска у Белорусији, заузимају Лавов у Украјини. Помажу им велике силе. Бољшевици предлажу мир по принципу тренутног стања. У Паризу ради посебна Пољска комисија на челу са Клемансоом који предлаже линију разграничења (Клемансоова линија) којом би Пољаци добили мање од онога што им нуде бољшевици. Пољаци не пристају. Они траже границе Великог варшавског војводства из 1772. године, па чак и целу руску европску територију. Покрећу нову офанзиву и разбијају Русе код Кијева. Крећу ка Москви. Руси довлаче нове армије под Духачевским (пешадија) и Буђонијем (донски Козаци, смртни непријатељи Пољака). Они потискују Пољаке и крећу ка Варшави. Енглеска интервенише (прелаже линију 50 km источно од Клемансоове линије), али бољшевици одбијају.
Французи противници мира који би ослабио Пољску, те шаљу Регана који организује пољску војску. Битка код Варшаве завршила се одлучном победом Пољака и она је означила крај рата. Руси одбачени 400 km од Варшаве. Прелиминарним миром на захтев Руса, Пољаци добијају значајне територије у Белорусији и Украјини.

### Мапе
- „Poland and West-Slavs 800–950”. Архивирано из оригинала 25. 10. 2017. г.
- „Poland 990–1040”. Архивирано из оригинала 13. 12. 2017. г.
- „Poland 1040–1090”. Архивирано из оригинала 13. 12. 2017. г.
- „Poland 1090–1140”. Архивирано из оригинала 11. 08. 2017. г.
- „Poland 1140–1250”. Архивирано из оригинала 13. 12. 2017. г.
- „Poland 1250–1290”. Архивирано из оригинала 12. 02. 2017. г.
- „Poland 1290–1333”. Архивирано из оригинала 12. 02. 2017. г.
- „Poland 1333–1350”. Архивирано из оригинала 24. 12. 2007. г.
- „Poland 1350–1370”. Архивирано из оригинала 11. 08. 2017. г.
- „Poland 1773”. Архивирано из оригинала 16. 04. 2005. г.
- „Poland 2004”. Архивирано из оригинала 16. 04. 2005. г.